# William Hehir
William Hehir (* 18. Januar 1887 in Ardeamush, County Clare; † 1972 in London) war ein britischer Geher.
Bei den Olympischen Spielen 1920 in Antwerpen wurde er Siebter im 3000-Meter-Gehen und Fünfter im 10.000-Meter-Gehen.